# Petra Wiesner-Holtzmann
Petra Wiesner-Holtzmann (* 7. September 1956 in Senftenberg) ist eine deutsche Politikerin (DDR-CDU, ab 1990 CDU).

## Leben
Nach dem Abitur machte Wiesner eine Ausbildung zur Chemielaborantin und war ab 1981 Diplom-Ingenieurin für Lebensmitteltechnik an der Ingenieur-Hochschule Köthen und dem Kobako Cottbus mit Sitz in Senftenberg. 1982 wurde sie Energetikerin, 1988 Abteilungsleiterin für Investitionen.

## Politische Tätigkeit
Im Februar 1987 trat Wiesner der CDU der DDR bei. Ab Mai 1988 war sie stellvertretende Kreissekretärin ihrer Partei im Kreisverband Senftenberg. Sie saß im Kreistag und in der Stadtverordnetenversammlung von Senftenberg, in der sie auch Präsidentin war. Von 1990 bis 1994 saß sie zudem im Landtag Brandenburg.